# Spermacoce
Spermacoce (o en anglès, False Buttonweed) és un gènere de plantes rubiàcies. Conté unes 275 espècies distribuïdes en zones tropicals i subtropicals. La seva biodiversitat més alta es troba a Amèrica.

## Algunes espècies
Spermacoce és un gènere molt diversificat. Les espècies d'Amèrica del Nord inclouen:
- Spermacoce alata Aubl. -
- Spermacoce assurgens Ruiz & Pav. - sinònim de Spermacoce remota[1]
- Spermacoce brachysepala (Urb.) Alain in H.A.Liogier & L.F.Martorell -
- Spermacoce capitata Ruiz & Pav. -
- Spermacoce confusa Rendle -
- Spermacoce densiflora (DC.) Alain -
- Spermacoce ernestii Fosberg & Powell - sinònim de Spermacoce ovalifolia[1]
- Spermacoce eryngioides (Cham. & Schltdl.) Kuntze -
- Spermacoce exilis (L.O. Williams) C. Adams -
- Spermacoce floridana Urb. - synonym of Spermacoce keyensis [1]
- Spermacoce glabra Michx. -
- Spermacoce keyensis Urb. -
- Spermacoce latifolia Aubl. -[1]
- Spermacoce neoterminalis Govaerts -
- Spermacoce ovalifolia (M. Martens & Galeotti) Hemsl. -
- Spermacoce prostrata Aubl. -
- Spermacoce remota - Lam. -
- Spermacoce sintenisii (Urb.) Alain -
- Spermacoce tenuior L. -
- Spermacoce terminalis (Small) Kartesz & Gandhi
- Spermacoce verticillata L. -
- A Àfrica del Sud creix Spermacoce natalensis que és una planta indicadora de ferro abundant al sòl.